# Wannabe
"Wannabe" là một bài hát của nhóm nhạc nữ người Anh Spice Girls nằm trong album phòng thu đầu tay của họ, Spice (1996). Nó được phát hành vào ngày 8 tháng 7 năm 1996 bởi Virgin Records như là đĩa đơn đầu tiên trích từ album, đồng thời là đĩa đơn đầu tay trong sự nghiệp của nhóm. Bài hát được viết lời bởi tất cả các thành viên của Spice Girls với Matt Rowe và Richard Stannard, những người cũng đảm nhận phần sản xuất nó. "Wannabe" được sáng tác và thu âm rất nhanh chóng, một kết quả được coi là mờ nhạt bởi hãng đĩa của họ, và đã được gửi đến Dave Way để phối lại. Tuy nhiên, nhóm đã không hài lòng với kết quả này, và quyết định để Mark "Spike" Stent thực hiện. Đây là một bản uptempo dance-pop được bắt đầu bằng đoạn rap của Mel B và Geri Halliwell, với nội dung nói lên giá trị về tình bạn của phái nữ trên các phương diện về quan hệ tình dục khác giới, đã trở thành một biểu tượng về nữ quyền và là bài hát điển hình nhất cho triết lý "Sức mạnh Phụ nữ" của Spice Girls.
Sau khi phát hành, "Wannabe" nhận được những đánh giá trái chiều từ các nhà phê bình âm nhạc, trong đó họ đánh giá cao giai điệu vui tươi và phấn khởi của nó, nhưng cũng vấp phải nhiều chỉ trích xoay quanh phần rap cũng như quá trình sản xuất bài hát. Tuy nhiên, nó đã gặt hái nhiều giải thưởng và đề cử tại những lễ trao giải lớn, bao gồm Đĩa đơn quốc tế của năm tại giải thưởng Ivor Novello và Đĩa đơn xuất sắc nhất tại giải Brit năm 1997. Bài hát cũng tiếp nhận những thành công ngoài sức tưởng tượng về mặt thương mại với việc đứng đầu các bảng xếp hạng ở hơn 31 quốc gia, bao gồm nhiều thị trường lớn như Úc, Bỉ, Đan Mạch, Pháp, Đức, Ireland, Hà Lan, New Zealand, Na Uy, Tây Ban Nha, Thụy Điển, Thụy Sĩ và Vương quốc Anh, và lọt vào top 10 ở tất cả những quốc gia nó xuất hiện. Tại Hoa Kỳ, "Wannabe" đạt vị trí số một trên bảng xếp hạng Billboard Hot 100 trong bốn tuần liên tiếp, trở thành đĩa đơn quán quân đầu tiên và duy nhất của Spice Girls tại đây. Tính đến nay, nó đã bán được hơn 7 triệu bản trên toàn cầu, trở thành đĩa đơn bán chạy nhất bởi một nhóm nhạc nữ, đồng thời là một trong những đĩa đơn bán chạy nhất một thời đại.
Video ca nhạc cho "Wannabe" được đạo diễn bởi Jhoan Camitz, trong đó bao gồm những cảnh Spice Girls chạy nhảy, ca hát, khiêu vũ và tạo ra nhiều trò nghịch ngợm tại một bữa tiệc của người Bô-hem. Nó đã chiến thắng một hạng mục tại giải Video âm nhạc của MTV năm 1997 cho Video Dance xuất sắc nhất, và nhận được nhiều lượt yêu cầu phát sóng liên tục trên những kênh truyền hình âm nhạc như MTV và VH1. Để quảng bá bài hát, nhóm đã trình diễn nó trên nhiều chương trình truyền hình và lễ trao giải lớn, bao gồm Saturday Night Live, The Oprah Winfrey Show, Top of the Pops và giải Brit năm 1997, cũng như trong tất cả những chuyến lưu diễn của họ. Được ghi nhận là bài hát trứ danh trong sự nghiệp của họ, "Wannabe" được xem như bước tiến đột phá trong việc đưa nhóm nhạc trở thành những ngôi sao toàn cầu và mở ra thời đại "Spicemania" vào cuối thập niên 1990. Ngoài ra, nó còn được ca ngợi như là một "bài hát biểu tượng cho quyền lực phụ nữ", và được đánh giá là bài hát nhạc pop dễ nhận biết nhất trong hơn 60 năm qua. Bài hát đã được hát lại và nhại lại bởi rất nhiều nghệ sĩ, bao gồm "Weird Al" Yankovic, Foo Fighters, the Veronicas, Fifth Harmony, DNCE, Girls' Generation và dàn diễn viên của Glee, cũng như xuất hiện trong nhiều tác phẩm điện ảnh và truyền hình, như The Big Bang Theory, Chicken Little, Family Guy, Madagascar 3: Europe's Most Wanted, Mom, The Muppets, The Simpsons và Sleepover.

## Danh sách track và định dạng
| - Đĩa CD #1 tại Anh quốc/CD tại Úc/CD tại Brazil/CD tại Châu âu/CD tại Nhật 1. "Wannabe" (Radio chỉnh sửa) – 2:52 2. "Bumper to Bumper" – 3:43 3. "Wannabe" (Vocal Slam) – 6:20 - Đĩa CD #2 tại Anh quốc 1. "Wannabe" (Radio chỉnh sửa) – 2:52 2. "Wannabe" (Dave Way Alternative phối) – 3:27 3. "Wannabe" (Dub Slam) – 6:25 4. "Wannabe" (không lời) – 2:52 - Đĩa CD #2 tại châu Âu/CD tại Hoa Kỳ 1. "Wannabe" (đĩa đơn chỉnh sửa) – 2:52 2. "Bumper to Bumper" – 3:43 - Đĩa đơn Cassette tại Anh và Úc 1. "Wannabe" (Radio chỉnh sửa) – 2:52 2. "Bumper to Bumper" – 3:43 3. "Wannabe" (Vocal Slam) – 6:20 | - Đĩa đơn 12" Vinyl tại Châu âu 1. A1 "Wannabe" (Vocal Slam) – 6:20 2. B1 "Wannabe" (Dub Slam) – 6:25 3. B2 "Wannabe" (Slam không lời) – 6:20 - Đĩa đơn 12" Vinyl tại Hoa Kỳ 1. A1: "Wannabe" (Junior Vasquez 12" Club phối) – 9:20 2. A2: "Wannabe" (Vocal Slam) – 6:20 3. B1: "Wannabe" (Junior Vasquez Club Dub) – 9:20 4. B2: "Wannabe" (Dub Slam) – 6:25 5. B3: "Wannabe" (đĩa đơn chỉnh sửa) – 2:52 - EP kĩ thuật số 1. "Wannabe" (Radio chỉnh sửa) – 2:54 2. "Bumper to Bumper" – 3:42 3. "Wannabe" (Motiv 8 Dubslam phối) – 6:25 4. "Wannabe" (Motiv 8 Vocal Slam phối) – 6:21 5. "Wannabe" (Dave Way Alternative phối) – 3:25 6. "Wannabe" (không lời) – 2:52 |

## Thành phần thực hiện
- Spice Girls – Sáng tác, trình diễn
- Matt Rowe – Sáng tác, sản xuất, đàn phím và lập trình
- Richard Stannard – lời bài hát, sản xuất, đàn phím và lập trình
- Mark "Spike" Stent – Người phối khí
- Adrian Bushby – Giám đốc ghi âm
- Patrick McGovern – trợ lý

Nguồn: Windswept Pacific Music Ltd/PolyGram Music Publishing Ltd.

## Xếp hạng
| Bảng xếp hạng (1996-97)              | Vị trí cao nhất |
| ------------------------------------ | --------------- |
| Úc (ARIA)                            | 1               |
| Áo (Ö3 Austria Top 40)               | 2               |
| Bỉ (Ultratop 50 Flanders)            | 1               |
| Bỉ (Ultratop 50 Wallonia)            | 1               |
| Canada (RPM)                         | 9               |
| Canada Dance (RPM)                   | 9               |
| Cộng Hòa Séc (IFPI CR)               | 2               |
| Đan Mạch (Tracklisten)               | 1               |
| Châu Âu (European Hot 100 Singles)   | 1               |
| Phần Lan (Suomen virallinen lista)   | 1               |
| Pháp (SNEP)                          | 1               |
| Đức (Official German Charts)         | 4               |
| Hồng Kông (IFPI Hong Kong Group)     | 1               |
| Hungary (Mahasz)                     | 1               |
| Ireland (IRMA)                       | 1               |
| Ý (FIMI)                             | 3               |
| Hà Lan (Dutch Top 40)                | 1               |
| Hà Lan (Single Top 100)              | 1               |
| New Zealand (Recorded Music NZ)      | 1               |
| Na Uy (VG-lista)                     | 1               |
| Scotland (OCC)                       | 1               |
| Tây Ban Nha (AFYVE)                  | 1               |
| Thụy Điển (Sverigetopplistan)        | 1               |
| Thụy Sĩ (Schweizer Hitparade)        | 1               |
| Anh Quốc (OCC)                       | 1               |
| Hoa Kỳ Billboard Hot 100             | 1               |
| Hoa Kỳ Adult Pop Airplay (Billboard) | 27              |
| Hoa Kỳ Pop Airplay (Billboard)       | 4               |
| Hoa Kỳ Rhythmic (Billboard)          | 1               |
| Bảng xếp hạng (2008)                 | Vị trí cao nhất |
| Hoa Kỳ Dance Club Songs (Billboard)  | 15              |

| Bảng xếp hạng (1996)                 | Vị trí |
| ------------------------------------ | ------ |
| Australia (ARIA)                     | 5      |
| Austria (Ö3 Austria Top 40)          | 19     |
| Belgium (Ultratop 50 Flanders)       | 12     |
| Belgium (Ultratop 50 Wallonia)       | 11     |
| Denmark (Tracklisten)                | 13     |
| Europe (European Hot 100 Singles)    | 6      |
| Finland (Suomen virallinen lista)    | 11     |
| France (SNEP)                        | 6      |
| Germany (Official German Charts)     | 10     |
| Italy (FIMI)                         | 31     |
| Netherlands (Dutch Top 40)           | 10     |
| Netherlands (Single Top 100)         | 11     |
| New Zealand (Recorded Music NZ)      | 15     |
| Sweden (Sverigetopplistan)           | 10     |
| Switzerland (Schweizer Hitparade)    | 18     |
| UK Singles (Official Charts Company) | 2      |
| Bảng xếp hạng (1997)                 | Vị trí |
| Australia (ARIA)                     | 61     |
| Canada (RPM)                         | 69     |
| Canada Dance (RPM)                   | 1      |
| US Billboard Hot 100                 | 10     |

| Bảng xếp hạng (1990–1999)            | Xếp hạng |
| ------------------------------------ | -------- |
| France (SNEP)                        | 28       |
| UK Singles (Official Charts Company) | 12       |
| US Billboard Hot 100                 | 35       |

| Bảng xếp hạng                        | Xếp hạng |
| ------------------------------------ | -------- |
| UK Singles (Official Charts Company) | 81       |
| US Billboard Hot 100                 | 581      |

## Chứng nhận
| Quốc gia                                                                           | Chứng nhận  | Số đơn vị/doanh số chứng nhận |
| ---------------------------------------------------------------------------------- | ----------- | ----------------------------- |
| Úc (ARIA)                                                                          | 2× Bạch kim | 140.000^                      |
| Bỉ (BEA)                                                                           | Vàng        | 25.000*                       |
| Đan Mạch (IFPI Đan Mạch)                                                           | Vàng        | 45.000‡                       |
| Pháp (SNEP)                                                                        | Kim cương   | 742,000                       |
| Đức (BVMI)                                                                         | Vàng        | 0^                            |
| Ý (FIMI)                                                                           | Vàng        | 300,000                       |
| Nhật Bản (RIAJ)                                                                    | Vàng        | 100,000                       |
| Nhật Bản (RIAJ) full-length Chaku-Uta                                              | Vàng        | 100.000*                      |
| Hà Lan (NVPI)                                                                      | Vàng        | 50.000^                       |
| New Zealand (RMNZ)                                                                 | Bạch kim    | 15,000*                       |
| Na Uy (IFPI)                                                                       | Bạch kim    | 0*                            |
| Thụy Điển (GLF)                                                                    | Vàng        | 10,000^                       |
| Thụy Sĩ (IFPI)                                                                     | Vàng        | 25.000^                       |
| Anh Quốc (BPI)                                                                     | 2× Bạch kim | 1,545,488                     |
| Hoa Kỳ (RIAA)                                                                      | Bạch kim    | 2,910,000                     |
| Nhạc số                                                                            |             |                               |
| Nhật Bản (RIAJ)                                                                    | Vàng        | 100,000^                      |
| * Chứng nhận dựa theo doanh số tiêu thụ. ^ Chứng nhận dựa theo doanh số nhập hàng. |             |                               |